# استودان گبرها
استودان گبرها یا استخوان‌دان گبرها، در شهر ری و دامنه شمالی کوه بی‌بی شهربانو قرار دارد. در این محل زرتشتیان اجساد مردگان خویش را طعمه حیوانات می‌ساخته‌اند زیرا اعتقاد داشتند دفن مرده در خاک، یا انداختن آن در آب رودخانه یا سوزاندن در آتش حرام است، چون عناصر چهارگانه (آب، باد، آتش و خاک) را مقدس و آلودن آن را ناروا می‌دانستند. سپس استخوان‌های بازمانده را در استودان قرار می‌دادند که از سنگ یا آهک یا گل می‌ساختند. قدمت دخمه شهرری ظاهراً به زمان ساسانیان و شاید پیش از آن برسد.